# Roelof Bouwman
Roelof Bouwman (Ede, 1965) is een Nederlands historicus en journalist. In 2002 promoveerde hij op de Vrije Universiteit Amsterdam op een dissertatie over ARP- en CDA-politicus Willem Aantjes. Van 2004 tot 2013 was hij redacteur van opinieweekblad HP/De Tijd.